# Història de l'atletisme a Catalunya
Breu història de l'atletisme a Catalunya.

## Història

### Les primeres proves atlètiques
Al voltant de l'Exposició Universal de Barcelona del 1888 l'esport de l'atletisme comença a ser conegut a Catalunya, disputant-se les primeres proves arreu del país. La primera cursa documentada que s'organitzà es disputà a Barcelona el 9 de desembre de 1898, promoguda per Jaume Vila i Capdevila, professor del gimnàs Tolosa, amb un trajecte entre Barcelona i Sarrià. Un any més tard, el 1899, Joan Gamper va organitzar una cursa de vuit-cents metres al voltant de l'Hotel Casanovas, en la qual va acabar segon, per darrere de Francesc Cruzate. Aquests primers anys l'atletisme va anar molt lligat al futbol, tant pel que fa als clubs com pels esportistes participants. La pròpia Federació Catalana de Futbol era l'encarregada d'organitzar alguns esdeveniments atlètics, com la Volta a Barcelona de juny de 1907, en la qual van participar 67 corredors. L'any 1909 se celebraren les primeres competicions atlètiques al país, amb motiu de la inauguració del camp de futbol del FC Barcelona.
L'any 1911, el FC Barcelona organitzà una cursa en la que debutà la primera gran figura de l'atletisme català, Pere Prat, atleta que havia estat descobert per Pere Gibert. Fou un atleta gairebé imbatible, entre 1911 i 1917, essent posseïdor l'any 1916 de set rècords d'Espanya en les proves de mig fons i fons. L'octubre de 1912 s'organitza en el camp de l'Universitari de Barcelona un concurs atlètic, on destacaren Carles Comamala saltant en longitud 5,32 m i 9,75 m en Pes i Josep Maria Sagnier amb 11"3/5 en els cent metres. L'any 1914 s'organitzà el Festival dels Periodistes Esportius de Barcelona, esdeveniment que inicià l'arrelament popular de l'atletisme.

### L'atletisme català s'organitza

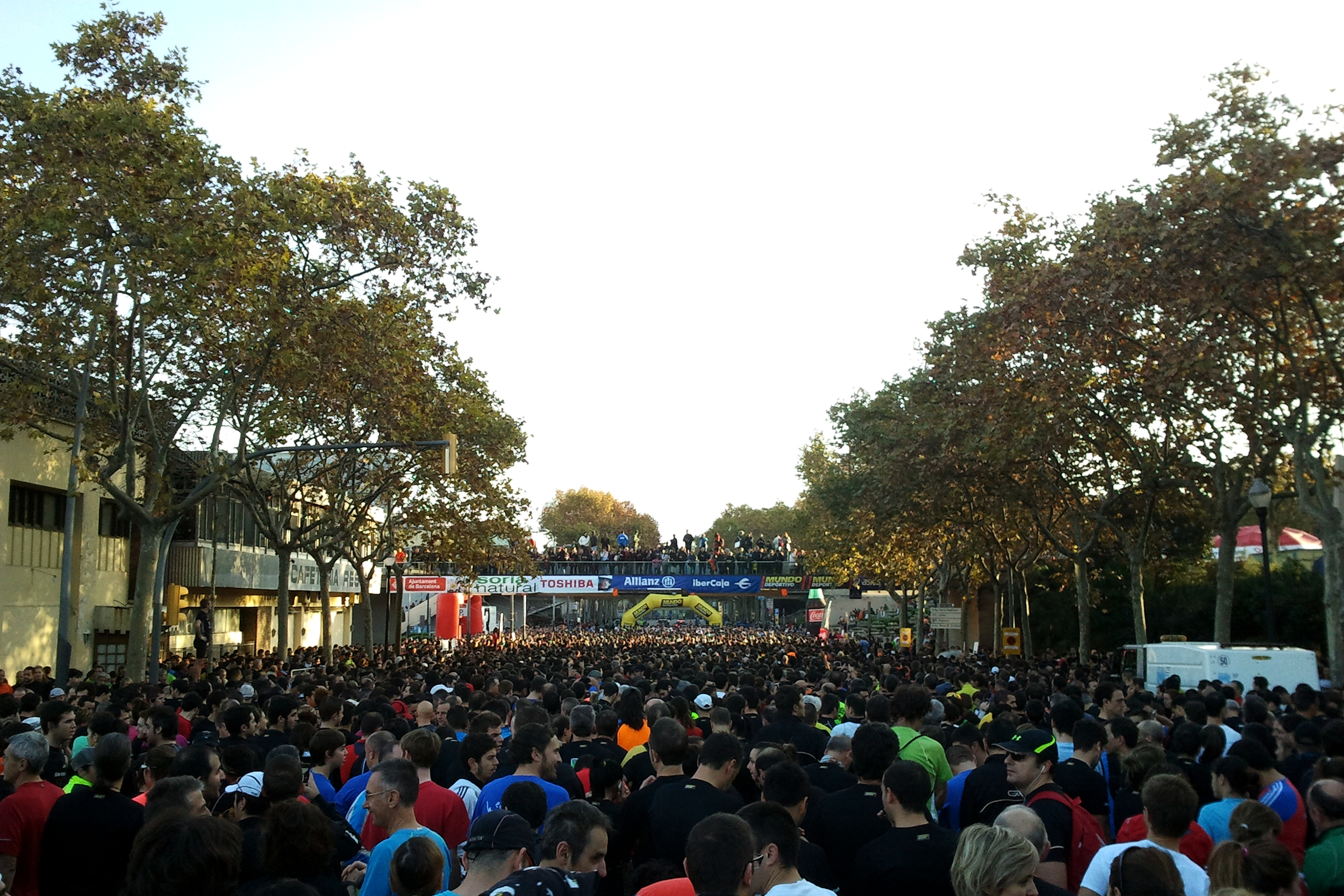
Cursa Jean Bouin l'any 2011.

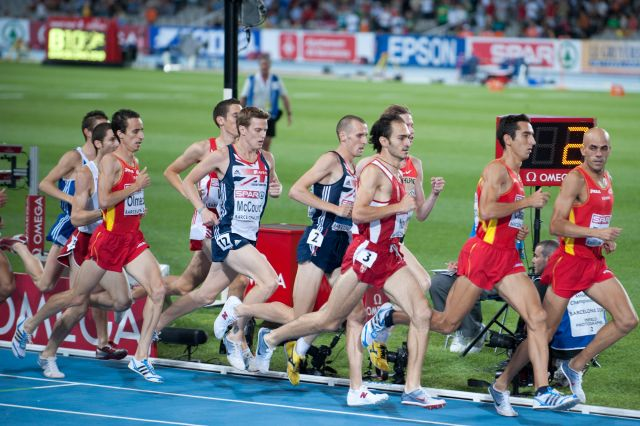
Prova de 1500 m. al Campionat d'Europa de Barcelona 2010 amb Reyes Estévez al capdavant.

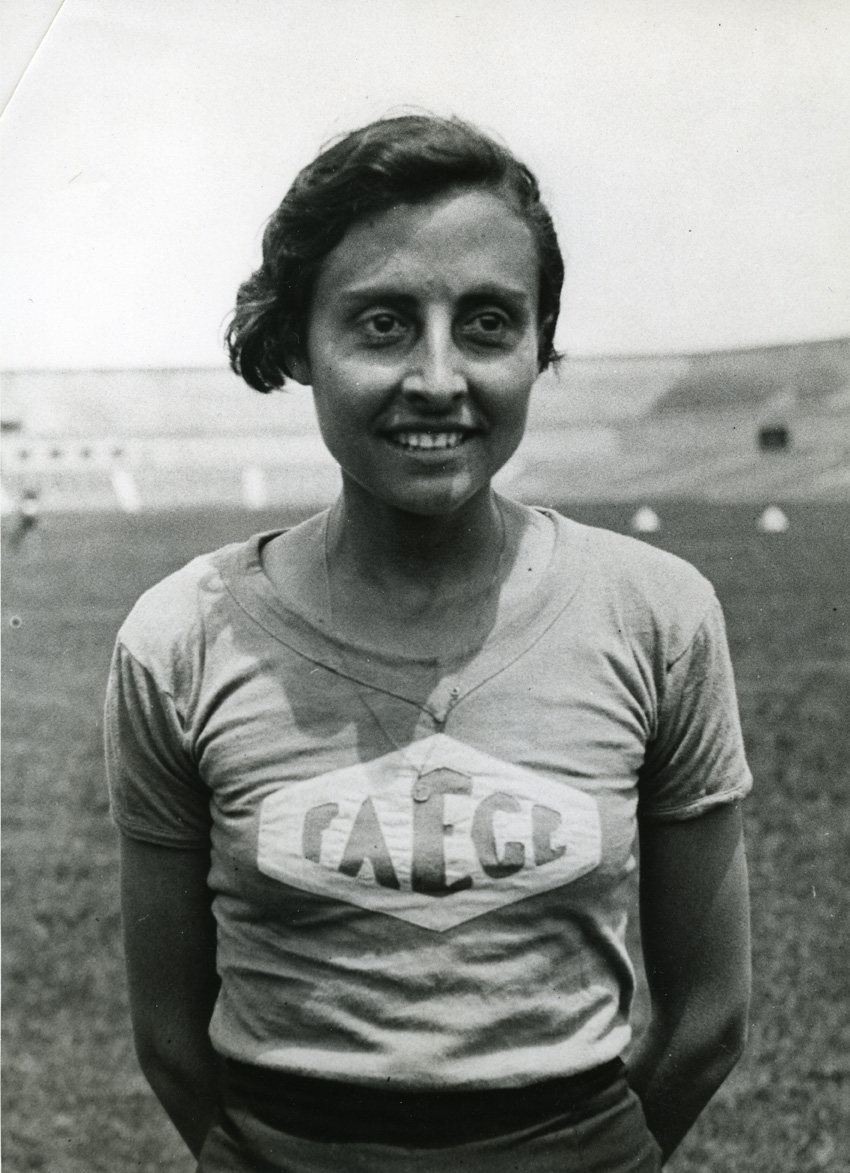
Emília Trepat.

Transcorreguda la primera quinzena del segle XX l'atletisme, juntament amb la natació, la gimnàstica i posteriorment el basquetbol, és considerat bàsic per a la formació de l'esportista, i ràpidament arrela entre els catalans. L'atletisme s'estructura definitivament, es normalitzen les regles i les marques, i apareixen els primers intents de construcció d'instal·lacions específiques. Les proves preferides són les de camp a través (cros), el mig fons, el fons i la marxa atlètica.
El 2 de setembre de 1915, promoguda per Narcís Masferrer i Ricard Cabot neix la Federació Atlética Catalana, presidida per Àlvar Presta, la primera a l'estat espanyol, la qual fou reconeguda pel Comitè Olímpic Internacional.
S'inicia la tasca de crear els primers clubs i competicions oficials. Alguns noms destacats en l'atletisme català d'aquests anys foren: Rossend Calvet (impulsor de la secció d'atletisme del Futbol Club Barcelona), Lluís Meléndez (atleta i impulsor de la secció d'atletisme del RCD Espanyol), Albert Maluquer (periodista i directiu de la Federació), Manuel Cutié (atleta i entrenador), Nemesi Ponsati (impulsor de la secció del CN Barcelona), Josep Pallàs (a Vic), Josep Pla (a Manresa), Lluís Mas (al CN Reus Ploms) o Bonaventura Brunet (al Centre Atlètic Laietània de Mataró). El 1916 es disputa el primer Campionat de Catalunya, i el 1917 els primers campionats d'Espanya. L'any 1920 se celebra per primer cop a Barcelona la cursa Jean Bouin, la competició actual més antiga de l'estat i el 1928 es disputa el primer Campionat d'Espanya en pista a Catalunya.
En 1912 es funda el primer club dedicat exclusivament a l'atletisme, l'Sport Atlètic Barcelonès, impulsat per Pere Prat, Albert Charlot i Joan Barba, i amb Camil Balat de president. No obstant, la majoria de clubs eren seccions d'altres entitats esportives com el FC Barcelona (1915), el Gimnàstic de Tarragona (1915), el RCD Espanyol (1918), el GEiEG (1920), el CN Barcelona (1922), el CA Laietània (1925, entitat actual més antiga d'Espanya dedicada exclusivament a la promoció i competició de l'atletisme), la Societat Esportiva Pompeia, el Polo Jockey Club, el CN Reus Ploms, el CE Universitari, la Joventut Atlètica Sabadell (1927) o el Club Atlètic Vic (1929), entre d'altres.
La instal·lació esportiva més important fou la construcció de l'Estadi de Montjuïc, construït el 1929 amb motiu de l'Exposició Universal.

### Els anys de postguerra
La instauració del franquisme va tenir un fortíssim impacte sobre l'atletisme català. L'atletisme passa de les mans privades a organitzacions esportives controlades per l'estat. A més cal afegir les dificultats materials i la manca d'instal·lacions esportives. Especial impacte tingué en l'atletisme femení, amb la desaparició d'entitats com el Club Femení i d'Esports. La federació canvià el nom per Federació Catalana d'Atletisme, esdevenint delegació de la Federació Espanyola. Al capdavant de la Federació trobem noms com Josep Corominas i Colet, Nemesi Ponsati Solà, o els ex atletes Pere Ricart Biot i Miquel Arévalo Sangés.
El 1940 torna el Campionat de Catalunya, i tornen les competicions, com el Cros de Calldetenes, la Volta a Sabadell, el Cros de Manresa, o la Lliga Catalana de clubs. L'atletisme català té un palmarès i una pluralitat de noms extraordinaris a les dècades dels anys 1940 i 1950. Els atletes catalans destaquen a les proves de mig fons, fons, cros i marxa amb noms com Guerau Garcia, Enric Piferrer, Tomàs Barris, Constantino Miranda, Antonio Amorós, Gregorio Rojo o Josep Molins. Altres atletes destacats són Salvador Mercadé en velocitat, Sebastià Junqueras en tanques, Pere Ricart Biot i Alfons Vidal Quadras en llançaments, Francisco Ruf en 400 metres o Miquel Navarro en fons. L'equip català de cros guanya gairebé sempre el campionat espanyol, del 1946 al 1958. Durant aquests anys, la tradicional rivalitat entre Barça i Espanyol en el futbol es traslladà al món de l'atletisme amb grans duels a curses com la Jean Bouin. Aquesta etapa culmina amb la celebració a Barcelona de la segona edició dels Jocs del Mediterrani l'any 1955.

### La modernització de l'atletisme català

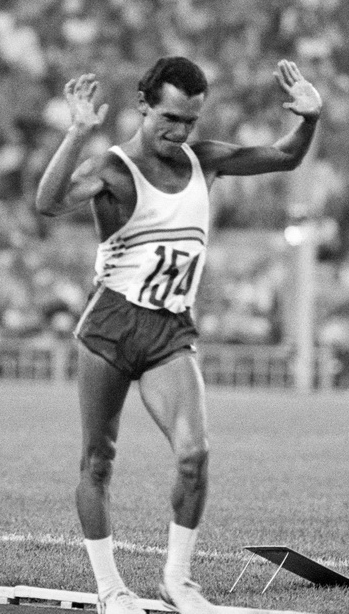
Jordi Llopart.

A partir de 1960, l'atletisme català experimenta una evolució paral·lela a la de la societat catalana, marcada per un període de desenvolupament, acompanyat dels primers èxits internacionals.
Neixen competicions amb participació internacional com el Cros Ciutat de Granollers, el Gran Premi de Marxa de L'Hospitalet, el Míting Ciutat de Barcelona de pista, la cursa popular d'El Corte Inglés, creada el 1979 i destacada per la seva alta participació, o la Cursa de la Mercè i la Marató de Barcelona, ambdues des de 1978. L'atletisme femení inicia la seva lenta reaparició. La federació catalana és dividida en quatre federacions provincials, reunificant-se posteriorment sota el mandat de Francisco Sánchez Madriguera.
A poc a poc van apareixent noves instal·lacions, com l'Estadi Joan Serrahima (1969) o el Palau número 1 de la Fira de Mostres, on s'adequà una pista per celebrar els primers Campionats de Catalunya en pista coberta l'any 1968. L'any 1.970 es va inaugurar el Palau d'Esports de Sabadell, amb pista d'atletisme permanent.
Als anys 60 destacà el triomf de Francisco Aritmendi, un deixeble de Gregorio Rojo, aconseguí guanyar el prestigiós Cros de les Nacions el 1964. Tres anys abans, Antonio Amorós assolí el segon lloc. Carme Valero aconseguí guanyar les edicions de 1976 i 1977, essent tercera el 1975. En categoria júnior, Jordi Garcia guanyà l'edició de 1980 i Pere Casacuberta la de 1984. Els èxits internacionals continuen amb els marxadors Jordi Llopart, medalla d'or a l'Europeu de Praga 1978 i medalla d'argent als Jocs Olímpics de Moscou 1980, i Josep Marín, campió d'Europa a Atenas 1982.

### Internacionalització i tecnificació

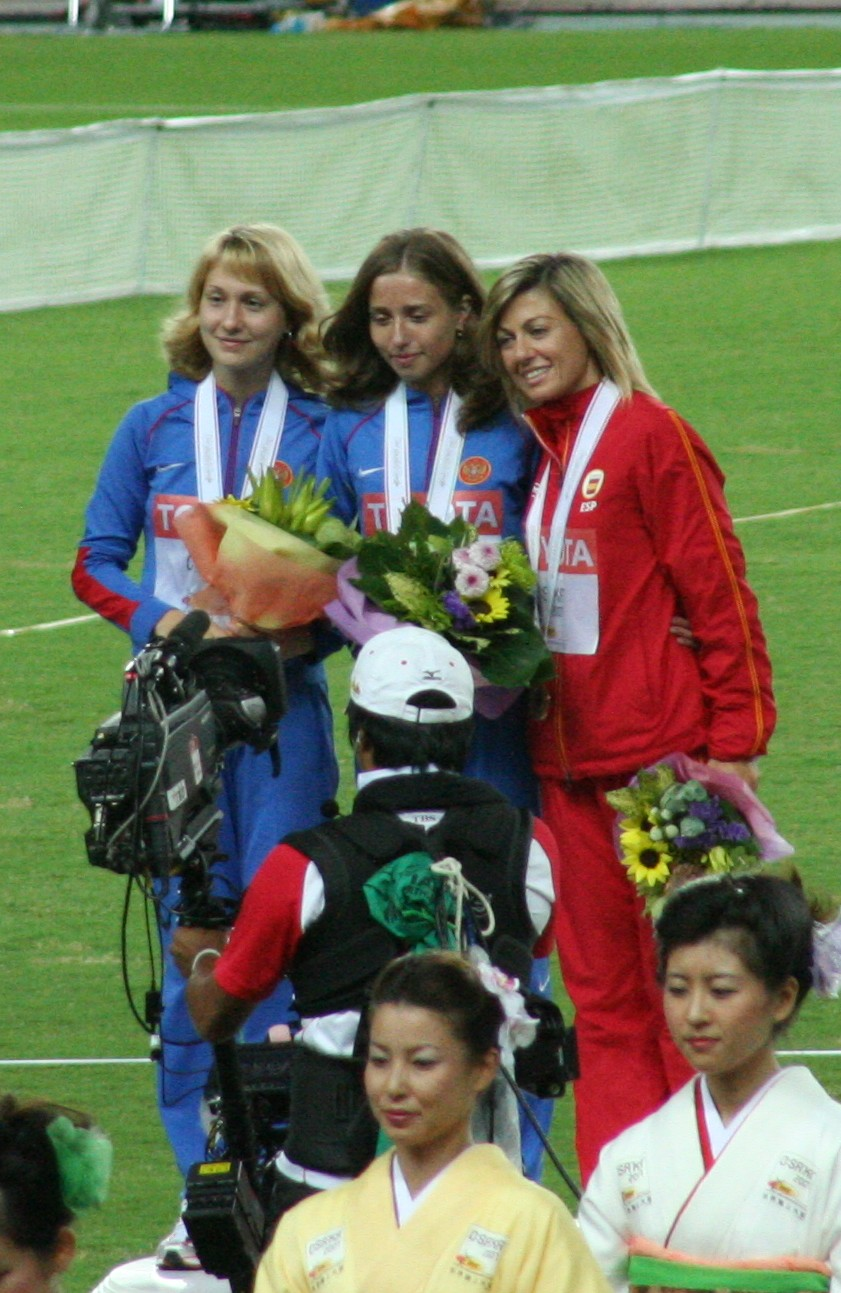
Maria Vasco (de vermell).

A partir de la dècada de 1990 dos fets destaquen pel que fa a l'atletisme a Catalunya. D'una banda la tecnificació i professionalització de l'esport. L'any 1987 la Generalitat de Catalunya creà a Sant Cugat del Vallès un Centre d'Alt Rendiment destinat a la preparació d'esportistes d'elit, en el qual l'atletisme hi té un especial relleu. El segon aspecte és l'organització de competicions internacionals. El 1989 se celebra la Copa Continental d'atletisme a Barcelona i el 1992 es disputen el Jocs Olímpics, la més gran celebració esportiva disputada al país. També es disputen a Barcelona el Campionat del Món d'atletisme en pista coberta de 1995, al Palau Sant Jordi, i el Campionat d'Europa d'atletisme de 2010.
Els atletes catalans continuen assolint importants triomfs internacionals. En salt de llargada destacà Antonio Corgos, segon al campionat d'Europa el 1982. En mig fons, sobresurten el santanderí José Manuel Abascal, del Futbol Club Barcelona, medalla de bronze en 1500 m als campionats d'Europa del 1982 i als Jocs Olímpics de 1984, i Reyes Estévez, bronze als mundials de 1997 i 1999, or als Europeus de 1998 i plata als de 2002. En marxa destaquen Daniel Plaza, campió olímpic dels 50 km el 1992, Valentí Massana, campió mundial dels 20 km el 1993 i María Vasco, bronze en als Jocs Olímpics de Sidney 2000. Javier García Chico fou bronze en salt amb perxa als Jocs de 1992.

## Atletes destacats
Dècada de 1910
- Leandre Coll (v)
- Rossend Calvet (mf)[13]
- Manuel Cutié (mf)
- Josep Erra (f)[14]
- Pere Prat (f)[2]
- Jaume Mestres (mf)[15]
- Albert Charlot (m)[5]
- Lluís Meléndez (m)[5]
- Otto Fleiter (s)[16]

Dècada de 1920
- Carles Maria Pajarón (v)[17]
- Joan Junquera (v)[17]
- Joan Serrahima (v)[5]
- Joaquim Miquel (mf)[17]
- Miquel Palau (f)[17]
- Joaquim Roca (o)[16]
- Josep Culí (s)[5]
- Emili Ferrer (f)[17]

Dècada de 1930
- Emília Trepat (v)[18]
- Jaume Àngel (mf)[5]
- Manel Andreu (f)[19]
- Joaquima Andreu (f)[5]
- Ángel Mur (o)[5]
- Guerau Garcia (m)[5]
- Romà Castelltort (m)[5]

Dècada de 1940
- Salvador Mercadé (v)[9]
- Enric Piferrer (mf)[5]
- Constantino Miranda (f)[9]
- Gregorio Rojo (f)[9]
- Josep Coll (f)[9]
- Bonaventura Baldomà (f)[9]
- Ernest Pons (s)[20]
- Enric Villaplana (m)[17]
- Pere Ricart (l)[9]

Dècada de 1950
- Tomàs Barris (mf)[9]
- Josep Molins (f)[9]
- Antoni Amorós (f)[9]
- Sebastià Junqueras (o)[9]
- Josep Jordi Parellada (s)[16]
- Salvador Martínez (s)[16]
- Alfons Vidal Quadras (l)[9]
- Salvador Bosch (l)[16]

Dècada de 1960
- Miquel Navarro (f)[9]
- Francisco Aritmendi (f)[4]
- Miquel Consegal (s)[10]
- Llorenç Cassi (l)[10]
- Josep Ribas (m)[17]
- Teresa Maria Roca (s)[16]

Dècada de 1970
- Xavier Martínez (v)[10]
- Andreu Ballbé (mf)[10]
- Carme Valero (mf)[10]
- Glòria Pallé (mf)[12]
- Joan Lloveras (o)[17]
- Manuel Soriano (o)[17]
- Martí Perarnau (s)[10]
- Albert Orfila (s)[16]
- Antoni Fibla (l)[16]
- Encarna Gambús (l)[16]
- Anna Maria Molina (c)[16]

Dècada de 1980
- Teresa Rioné (v)[12]
- Gaietà Cornet (v)[12]
- Monserrat Pujol (mf)[10]
- Joaquima Casas (f)[21]
- Carles Sala (o)[12]
- Gustavo Adolfo Becker (s)[12]
- Antonio Corgos (s)[12]
- Alberto Ruiz (s)[12]
- Jordi Llopart (m)[10]
- Josep Marín (m)[10]

Dècada de 1990
- Jordi Mayoral (v)[16]
- Carme Blay (v)[12]
- Javier García Chico (s)[12]
- Enric Bassols (l)[16]
- Sònia Godall (l)[16]
- Imma Clopés Gasull (c)[16]
- Valentí Massana (m)[12]
- Daniel Plaza (m)[12]
- Mari Cruz Díaz (m)[12]
- Reyes Sobrino (m)[12]
- Encarna Granados (m)[12]

Dècada de 2000
- David Canal (v)[12]
- Reyes Estévez (mf)[12]
- Miquel Quesada (mf)[12]
- Natàlia Rodríguez (mf)[12]
- Carles Castillejo (f)[12]
- Youssef El Nasri (f)[12]
- José Rios (f)[12]
- Miquel Vélez (s)[16]
- Laia Forcadell (o)[12]
- Rosa Morató (o)[12]
- Josep Lluís Blanco (o)[12]
- Moisès Campeny (l)[16]
- Berta Castells (l)[12]
- Irache Quintanal (l)[16]
- Jesús Ángel G. Bragado (m)[12]
- María Vasco (m)[12]

Dècada de 2010
- Àngel Mullera (o)[12]
- Ilias Fifa (f)[12]
- Adel Mechaal (f)[12]

Llegenda: (v) velocitat, (mf) mig fons, (f) fons, (m) marxa, (o) obstacles, (s) salts, (l) llançaments, (c) combinades

## Principals competicions
- Campionat de Catalunya d'atletisme
- Campionat de Catalunya de clubs d'atletisme
- Campionat de Catalunya de cros
- Campionat de Catalunya de cros per equips